# Udo Tautenhahn
Udo Tautenhahn (* 2. August 1966 in Stollberg/Erzgeb.) ist ein ehemaliger deutscher Fußballspieler. 

## Leben
Der Sohn von Horst Tautenhahn wuchs in Wilkau-Haßlau auf und begann dort bei der ortsansässigen TSG Muldental Wilkau-Haßlau mit dem Fußballspielen. Ab 1984 war der Mittelfeldspieler Mitglied der BSG Sachsenring Zwickau, aus der 1990 der FSV Zwickau wurde. Tautenhahn stieg 1994 mit dem von Trainer Gerd Schädlich betreuten FSV in die 2. Fußball-Bundesliga auf. Bis zum Ende der Runde 1995/96 bestritt er mit der Zwickauer Mannschaft 51 Zweitligabegegnungen.
1996 folgte der Wechsel vom Zwickauer Verein zum FC Erzgebirge Aue. In Tautenhahns bis 2002 andauernder Zeit bei dem Verein kam er auf 149 Pflichtspieleinsätze für Aue. In der Saison 1999/2000 schaffte er mit der Mannschaft den Einzug in die Regionalliga Nord, als diese als bundesweit dritthöchste Spielklasse auf zwei Staffeln verkleinert wurde. 2000 und 2001 hatte er das Amt des Mannschaftskapitäns inne. Nachdem ihn in der Saison 2001/02 Knieverletzungen außer Gefecht gesetzt hatten, verließ Tautenhahn den Verein 2002, in der Folgespielzeit stieg Aue in die 2. Bundesliga auf.
Nach seiner Auer Zeit verstärkte Tautenhahn den SV Motor Zwickau-Süd in der Bezirksklasse, anschließend den SV Schmölln, mit dem der Aufstieg in die Landesliga Thüringen gelang, sowie den SV Mosel.
Tautenhahn trat 2011 eine Stelle bei Volkswagen an. Als Trainer betreute er zeitweilig Jugendmannschaften beim SV Mülsen St. Niclas, dann beim FSV Zwickau.